# Крістіан Паскуато
Крістіан Паскуато (італ. Cristian Pasquato, нар. 20 липня 1989, Кодіверно) — італійський футболіст, нападник клубу «Легія». Виступав, зокрема, за клуби «Ювентус» та «Емполі», а також молодіжну збірну Італії.

## Ранні роки
Народився 20 липня 1989 року в місті Кодіверно. Футболом розпочав займатися з 6-річного віку в складі «Падови». У команді провів один сезон, після чого перейшов до клубу «Монтебеллуна», в якій виступав до 2003, коли перейшов до туринського «Ювентусу».

## Клубна кар'єра

### «Ювентус»
у липні 2003 року перейшов до «Ювентусу». Його одразу почали порівнювати з легендою клубу Алессандро Дель П'єро, в основному завдяки тому, що їх кар'єра була пов'язана з «Падовою», а також через аналогічні позиції на футбольному полі та здатність виконувати штрафні удари. У 2006 році виграв титул Аллеві, після чого почав залучатися до матчів юнацької команди. Будучи «штатним» виконавцем стандартів, Паскуато допоміг принести перемогу молодим «Юве» над «Інтернаціонале» у фіналі Суперкубку Прімавери. У молодіжній команді туринського клубу відіграв 6 років, після чого головний тренер «Ювентуса» Клаудіо Раньєрі в сезоні 2007/08 років почав залучати Крістіана до першої команди, за яку Паскуато дебютував 11 травня 2008 року в матчі останнього туру італійського чемпіонату, вийшовши на поле в другому таймі. Після завершення сезону в Прімавері Крістіана було переведено до першої команди.
Паскуато продовжував тренуватися з першою командою й вперше в кар'єрі пройшов з туринцями передсезонні збори 2008/09. Також разом з «Ювентусом» був учасником Ліги чемпіонів.

### Оренди
24 серпня 2008 року було оголощено, що Паскуато протягом року виступатиме в оренд в клубі італійської Серії B «Емполі». За тосканський клуб Крістіан зіграв 23 матчі та відзначився 1 голом. 1 липня 2009 року повернувся до «Ювентуса», незважаючи на те, що його орендна угода мала діяти ще протягом одного сезону. До свого повернення в туринський клуб Паскуато встиг зіграти 9 матчів у Серії B, в яких встиг відзначитися одним голом. Його зусиль виявилося недостатньо, щоб наприкінці сезону врятувати «Триєстину» від вильоту до Лега Про Пріма Дівізіоне.
Через нестачу ігрового часу «Ювентус» відкликав молодого нападника з оренди, проте в січні 2010 року, під час зимового трансферного вікна, повернув Крістіана до Серії B, де він став гравцем «Трієстини». Під час перебування в оренді в клубі з Трієста Паскуато зіграв 16 матчів чемпіонату та відзначився 1 голом.
Після завершення 6-місячної орендної угоди з «Трієстиною» 30 червня 2010 року повернувся до «Ювентуса», проте одразу ж був відправлений в оренду до іншого представника Серії B, «Модени». У цій команді провів повний сезон 2010/11 років, в якому відзначився 9-ма голами та 13-ма гольовими передачами в 40 поєдинках. Після прекрасної результативності в «Модені», «Юве» знову повернули Паскуато. Після завершення передсезонної підготовки, участі в літніх турнірах та товариських матчах було вирішено, що молодий нападник залишиться в першій команді, де буде виступати під керівництвом Антоніо Конте. 26 липня 2011 року Паскуато відзначився в футболці «Ювентуса» голом у переможному (1:0) поєдинку проти «Америки» на клубному чемпіонаті світу з футболу 2011 року. Паскуато розпочав поєдинок у стартовому складі на позиції лівого півзахисника/нападника в традиційній для Конте схемі 4-2-4 й відзначився у воротах колись зіркового Армандо Наваррете на 43-й хвилині поєдинку. Матч проходив у Нью-Йорку на стадіоні «Сіті-філд».
31 серпня 2011 року «Ювентус» знову відправив Крістіана в оренду: разом з партнером по команді, Мануелем Джандонато, Паскуато відправився в оренду на сезон до новачка Серії A «Лечче». Проте, як і минулого разу, грав Крістіан обмежену кількість часу, тому «Юве» 27 січня 2012 року достроково відкликали футболіста з оренди. А 29 січня 2012 року, лише через два дні після свого повернення до «Ювентуса», відправився в оренду до принципового суперника «Старої Синьйори», «Торіно», яке виступало в Серії B.

### «Удінезе»
30 червня 2012 року Паскуато повернувся до «Ювентусу», але клуб продав половину своїх трансферних прав Крістіана «Удінезе» за 1,5 мільйона євро в рамках угоди, яка передбачала, що Квадво Асамоа та Маурісіо Ісла перейдуть з «Удінезе» до «Ювентусу», але туринцям буде належити лише 50 % трансферних прав на гравців.

#### Сезон 2012/13 років: оренда в «Болонью»
Одразу після переходу Паскуато було відправленов в оренду на сезон до «Болоньї», де партнерами по новому клубу стали його колишні одноклубники з «Юве» Марко Мотта, Мікеле Пациенца та Фредерік Соренсен. 26 серпня дебютував у Серії A, замінивши Роберта Аквафреску на 88-й хвилині програного (0:2) виїзного поєдинку проти «К'єво». 28 листопада відзначився дебютним голом у футболці «Болоньї», в 4-му раунді Кубку Італії, на 25-й хвилині переможного (1:0) домашнього поєдинку проти «Ліворно». 29 грудня Паскуато відзначився другим голом у футболці «Болоньї», в 1/8 фіналу кубку Італії, на 38-й хвилині переможного (2:1) виїзного поєдинку проти «Наполі». 15 січня Крістіан зіграв в 1/4 фіналу кубку Італії, він замінив Маноло Габбіадіні на 55-й хвилині програного (2:3) виїзного поєдинку проти «Інтернаціонале». Дебютним голом за «Болонью» відзначився на 54-й хвилині нічийного (3:3) домашнього поєдинку проти «Роми», Паскуато в тому матчі вийшов на поле з лави для запасних. 3 березня відзначився другим голом у Серії А, на 92-й хвилині переможного (3:0) домашнього поєдинку проти «Кальярі», Крістіан і цього разу вийшов на футбольне поле з лави для запасних. Паскуато завершив сезон в оренді у футболці «Болоньї», зігравши 18 матчів, в яких відзначився 4-а голами та 1 гольовою передачею.
17 червня 2013 року «Удінезе» та «Ювентус» оновили угоду про спільну власність трансферних прав на гравця, за якою «Удінезе» продовжувало зберігати права на реєстрацію футболіста.

#### Сезон 2013/14 років: оренда в «Падову»
8 серпня 2013 року «Удінезе» віддало Крістіана в оренду до клубу «Падова» з Серії B. Дебютував за нову команду 11 серпня у другому раунді кубку Італії проти «Вітрус Ентелли», Крістіан вийшов на поле на 66-й хвилині замість Андреа Раймонді, а на 83-й хвилині відзначився голом, завдяки чому «Падова» перемогла з рахунком 2:1. 17 серпня Паскуато вийшов на поле в програному (0:1) поєдинку проти «Трапані», а на 55-й хвилині його замінив Давіде Вольтан. 24 серпня дебютував за «Падову» в Серії B, він був замінений Андреа Раймонді на 72-й хвилині програного (0:2) домашнього поєдику проти «Трапані». 8 вересня Крістіан зіграв свій перший повний матч за «Падову», який команда з Падуї програла вдома з рахунком 0:3 «Палермо». 21 вересня на 14-й хвилині програного (1:3) виїзного поєдинку проти «Емполі» відзначився дебютним голом за «Падову» в Серії B. Другим голом за падуанців відзначився 4 жовтня на 61-й хвилині переможного (3:2) виїзного поєдинку проти «Варезе». Третім голом у футболці «Падови» відзначився 19 жовтня на 89-й хвилині переможного (2:1) поєдинку проти «Юве Стабія». За сезон, який Паскато провів в оренді в падуанському клубі зіграв 39 матчів, відзначився 8-ма голами та 5 гольовими передачами.

### Повернення до «Ювентуса»
20 червня 2014 року «Ювентус» оголосив про повний викуп Паскуато в «Удінезе» за 1,5 мільйони євро, туринський клуб підписав з футболістом 3-річний контракт.

#### Сезон 2014/15 років: оренда в «Пескарі»
1 вересня 2014 року перейшов до «Пескари». 7 вересня Паскуато дебютував за «Пескару» в матчі серії B проти «Тернани», також на 55-й хвилині відзначився першим голом за новий клуб, а на 70-й хвилині нічийного (1:1) поєдинку його змінив Роберто Гуана. 4 жовтня Крістіан вдруге відзначився у воротах суперників «Пескари», вийшовши на поле з лави для запасних і на 82-й хвилині приніс для свого клубу домашню перемогу над Вітрус Ентеллою. Втретє в складі «Пескари» відзначився голом 12 жовтня на 42-й хвилині переможного (4:1) виїзного поєдинку проти «Кротоне». 2 грудня на 82-й хвилині програного (0:1) виїзного поєдинку чертвертого раунду кубку Італії проти «Сассуоло» вийшов на поле замість Біркіра Б'ярнасона. 17 січня відзначився 2-ма голами в переможному (4:2) виїзному поєдинку проти «Трапані». 24 січня зіграв за «Пескару» свій перший повний матч проти Тернани, в якому команда Паскуато поступилася вдома з рахунком 1:2. 12 лютого на 42-й хвилині переможного (1:0) домашнього поєдинку проти «Катанії» був вилучений з поля, після того як отримав другу жовту картку. Паскуато завершв сезон у складі «Пескари» зігравши 38 матчів, в яких відзначився 7-а голами та 7-а гольовими передачами.

#### Сезон 2015/16 років: оренда в «Ліворно» та «Пескару»
31 серпня 2015 року «Ліворно» орендувало Крістіана на 6 місяців. Дебютував за «Ліворно» в Серії B 6 вересня в переможному (4:0) домашньому поєдинку проти «Пескари», в якому на 61-й хвилині замінив Ріккардо Каццолу. 21 вересня зіграв свій перший повний матч за «Ліворно», в якому команда Крістіана з рахунком 3:2 здобула перемогу над «Тернаною», а на 86-й хвилині цього матчу відзначився дебютним голом у складі «Ліворно». 26 вересня після виходу з лави для запасних у програному (1:2) домашньому поєдинку проти «Спеції» Паскуато на 72-й хвилині відзначився своїм другим голом за «Ліворно». 24 жовтня відзначився двома забитими м'ячами в переможному (2:0) домашньому поєдинку проти «Модени». Протягом свого перебування в «Ліворно» зіграв 19 матчів, відзначився 4 голами та 2 гольовими передачами.
1 лютого 2016 року Паскуато повернувся в оренду до «Пескари», але цього разу лише на 6 місяців. Повторно дебютував за «городян» 6 лютого в нічийному (2:2) виїзному поєдинку проти «Салернітани», в якому вийшов на поле на 67-й хвилині замінивши Агмада Беналі. 19 квітня зіграв свій перший в сезоні повний матч за «Пескару», в якому його команда з рахунком 1:0 перемогла «Спецію». 1 червня на 34-й хвилині переможного (4:2) домашнього поєдинку проти «Новари» відзначився єдиним голом у складі «городян». Протягом свого перебування в «Пескарі» зіграв 15 матчів та відзначився 1 голом.

#### Сезон 2016/17 років: оренда в «Крила Рад»
10 серпня 2016 року Паскуато був орендований на один сезон клубом російської Прем'єр-ліги «Крила Рад» (Самара). На той час у футболіста залишався ще один рік діючого контракту з «Ювентусом» (до 2018 року). Дебютував у футболці «Крил» 26 серпня в програному (0:1) домашньому поєдинку проти «Уфи», в якому Крістіан вийшов на поле на 79-й хвилині замість Сергія Ткачова. 22 вересня вийшов на поле в переможному (2:0) виїзному поєдинку 1/16 фіналу Кубку Росії проти «Шинника». 26 вересня зіграв перший повний матч, у Прем'єр-лізі, проти пермського «Амкара», який завершився з рахунком 0:0. 27 жовтня вийшов на поле з лави для запасних у програному (1:3) домашньому поєдинку 1/8 фіналу кубку Росії проти московського «Локомотива». Дебютним голом за «Крил» відзначився 20 листопада на 4-й хвилині програного (1:3) домашнього поєдинку проти санкт-петербурзького «Зеніту». Вдруге в складі самарського клубу відзначився 1 грудня на 59-й хвилині переможного (4:0) домашнього поєдинку проти московського «Спартака». Втретє за «Крил» відзначився голом 15 квітня на 64-й хвилині переможного (3:1) виїзного поєдинку проти махачкалинського «Анжі». Протягом своєї оренди в «Крилах Рад» зіграв 28 матчів, в яких відзначився 5-а голами та 8-а гольовими передачами.

### «Легія» (Варшава)
19 липня 2017 року Паскуато приєднався до клубу польської Екстракляси «Легія» (Варшава). Дебютував за столичний клуб в Екстраклясі 22 липня в нічийному (1:1) домашньому поєдинку проти «Корони» (Кельце), в якому вийшов на поле на 57-й хвилині замість Себастьяна Шиманського. Дебютним голом у футболці «Легії» відзначився 25 жовтня на 29-й хвилині переможного (3:1) поєдинку 1/4 фіналу кубку Польщі проти «Битовії». Станом на 31 березня 2018 року відіграв за команду з Варшави 19 матчів в національному чемпіонаті.

## Виступи за збірні
Виступав у складі юнацької збірної Італії різних вікових категорій. Зі збірною U-16 у 2005 році  виступав на турнірі «Об'єднана Європа», на якому зіграв 4 матчі та відзначився 2-а голами.
У період з 2005 по 2006 рік виступав у збірній U-17, з якою дебютував на турнірі «Кубок Pepsi»; після цього зіграв у 3-х матчах першого кваліфікаційного етапу юнацького чемпіонату Європи U-17, відзначившись у воротах однолітків з Ірландії та Латвії, а також наприкінці березня 2006 року провів 3 матчі в складі юних італійців у другому кваліфікаційному етапі.
У складі збірної Італії U-20 взяв участь у Турнірі Чотирьох Націй 2008 року.
25 березня 2009 року дебютував у футболці молодіжної збірної Італії в нічийному (2:2) товариському поєдинку проти однолітків з Австрії

## Статистика виступів

### Статистика клубних виступів
| Сезон             | Команда              | Чемпіонат         | Чемпіонат | Чемпіонат | Національний кубок | Національний кубок | Національний кубок | Континентальні кубки | Континентальні кубки | Континентальні кубки | Інші змагання | Інші змагання | Інші змагання | Усього | Усього |
| Сезон             | Команда              | Ліга              | Ігор      | Голів     | Ліга               | Ігор               | Голів              | Ліга                 | Ігор                 | Голів                | Ліга          | Ігор          | Голів         | Ігор   | Голів  |
| ----------------- | -------------------- | ----------------- | --------- | --------- | ------------------ | ------------------ | ------------------ | -------------------- | -------------------- | -------------------- | ------------- | ------------- | ------------- | ------ | ------ |
| 2007–08           | «Ювентус»            | A                 | 1         | 0         | КІ                 | 0                  | 0                  | -                    | -                    | -                    | -             | -             | -             | 1      | 0      |
| 2008–09           | Емполі               | B                 | 24        | 1         | КІ                 | 2                  | 0                  | -                    | -                    | -                    | -             | -             | -             | 26     | 1      |
| 2009-гр. 2010     | Емполі               | B                 | 12        | 1         | КІ                 | 2                  | 0                  | -                    | -                    | -                    | -             | -             | -             | 14     | 1      |
| Усього за Empoli  | Усього за Empoli     | Усього за Empoli  | 36        | 2         |                    | 4                  | 0                  |                      | -                    | -                    |               | -             | -             | 40     | 2      |
| гр.-лип. 2010     | Трієстіна            | B                 | 17        | 1         | КІ                 | 0                  | 0                  | -                    | -                    | -                    | -             | -             | -             | 17     | 1      |
| сер. 2010         | «Ювентус»            | A                 | 0         | 0         | КІ                 | 0                  | 0                  | ЛЄ                   | 1                    | 0                    | -             | -             | -             | 1      | 0      |
| Усього за Ювентус | Усього за Ювентус    | Усього за Ювентус | 1         | 0         |                    | 0                  | 0                  |                      | 1                    | 0                    |               | -             | -             | 2      | 0      |
| сер. 2010–11      | Модена               | B                 | 40        | 9         | КІ                 | 2                  | 0                  | -                    | -                    | -                    | -             | -             | -             | 42     | 9      |
| 2011-гр. 2012     | Лечче                | A                 | 11        | 0         | КІ                 | 0                  | 0                  | -                    | -                    | -                    | -             | -             | -             | 11     | 0      |
| січ.-лип. 2012    | «Торіно»             | B                 | 3         | 1         | КІ                 | -                  | -                  | -                    | -                    | -                    | -             | -             | -             | 3      | 1      |
| 2012–13           | «Болонья»            | A                 | 15        | 2         | КІ                 | 3                  | 2                  | -                    | -                    | -                    | -             | -             | -             | 18     | 4      |
| 2013–14           | Падова               | B                 | 37        | 7         | КІ                 | 2                  | 1                  | -                    | -                    | -                    | -             | -             | -             | 39     | 8      |
| 2014–15           | Пескара              | B                 | 33+4      | 6+1       | КІ                 | 1                  | 0                  | -                    | -                    | -                    | -             | -             | -             | 38     | 7      |
| 2015-січ. 2016    | Ліворно              | B                 | 19        | 4         | КІ                 | 0                  | 0                  | -                    | -                    | -                    | -             | -             | -             | 19     | 4      |
| гр.-лип. 2016     | Пескара              | B                 | 12+3      | 0+1       | КІ                 | -                  | -                  | -                    | -                    | -                    | -             | -             | -             | 15     | 1      |
| Усього за Пескару | Усього за Пескару    | Усього за Пескару | 45+7      | 6+2       |                    | 1                  | 0                  |                      | -                    | -                    | -             | -             | -             | 53     | 8      |
| 2016–17           | Крила Рад            | ПЛ                | 26        | 5         | КР                 | 2                  | 0                  | -                    | -                    | -                    | -             | -             | -             | 28     | 5      |
| сер. 2017         | «Легія II» (Варшава) | 3Л                | 1         | 2         | -                  | -                  | -                  | -                    | -                    | -                    | -             | -             | -             | 1      | 2      |
| 2017–18           | «Легія»              | EK                | 15        | 1         | КП                 | 3                  | 1                  | ЛЧ+ЛЄ                | 1+0                  | 0                    | СП            | 0             | 0             | 19     | 2      |
| Усього за кар'єру | Усього за кар'єру    | Усього за кар'єру | 266+7     | 40+2      |                    | 17                 | 4                  |                      | 2                    | 0                    |               | 0             | 0             | 292    | 46     |

## Досягнення

### Клубні
«Ювентус»
- Суперкубок Прімавери
  -  Володар (1): 2007

- Юнацький Кубок чемпіонів
  -  Фіналіст (1): 2007

- Молодіжний чемпіонат Allievi Nazionali
  -  Чемпіон (1): 2005/06

«Легія»
- Кубок Польщі
  -  Володар (1): 2017/18

### У збірній
Італія U-17
- Міжнародний турнір Pepsi U-17
  -  Володар (1): 2005